# Marui

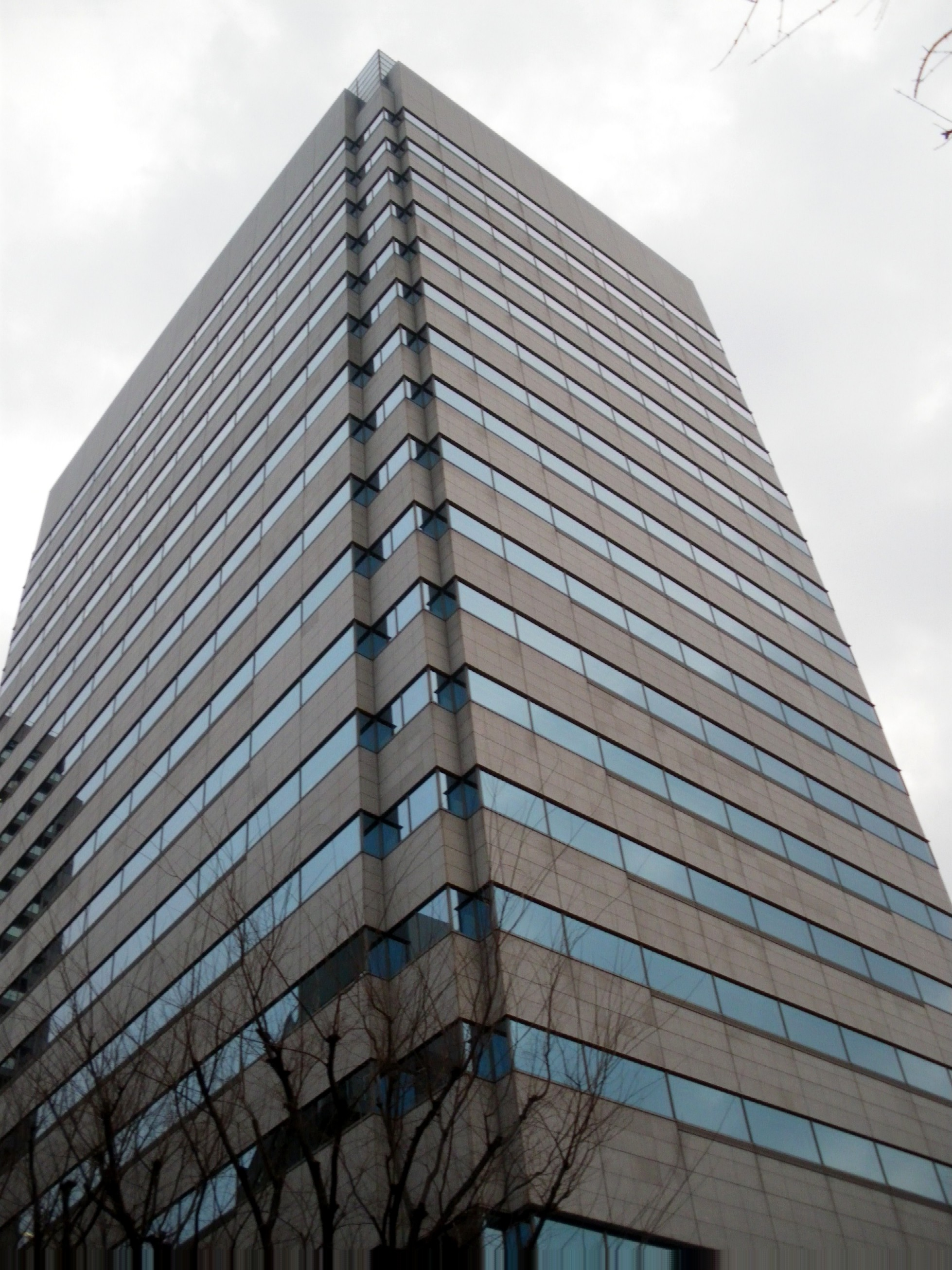
Marui-Hauptquartier, 2009

Logo des Unternehmens

Marui (japanisch 丸井株式会社, Marui Kabushiki-gaisha) ist eine japanische Kaufhauskette mit Sitz in Nakano, Tokio.

## Übersicht
Der Ursprung des Firmen- und Geschäftsnamens liegt darin, dass der in der Präfektur Toyama geborene Gründer Aoi Chūji (青井 忠治; 1904–1975) 1931 ein neues Geschäft eröffnete, indem er es von der Ratenzahlungsgesellschaft „Maruni Shōkai“ (丸二商会) abspaltete und dem Geschäft den Namen „Marui“ (丸井) gab.
Ausgehend vom Ratenverkauf von Möbeln erweiterte das Kaufhaus nach dem Zweiten Weltkrieg zu einem Unternehmen, in dem grundsätzlich monatliche Ratenzahlung möglich wurde, gerade auch beim Kauf von langlebigen Konsumgütern wie Möbeln und Haushaltsgeräten. Es galt der Werbeslogan „Einkaufen für 5.000 Yen – für 500 Yen!“
Im Januar 1960 gab Marui Japans erste Kreditkarte heraus. Im Februar 1981 startete das Unternehmen außerdem ein „Verbraucherfinanzierungsgeschäft“ unter dem Namen „Marui Cashing“. TV-Werbespots mit Slogans wie „Red Card Marui“ und „Marui ist ganz in der Nähe des Bahnhofs“ wurden regelmäßig ausgestrahlt und die Markenbekanntheit durch die Eröffnung von Läden in Toplagen vor den Bahnhöfen gesteigert. Unrentable Filialen wurden aufgrund der langjährigen Rezession nach dem Zusammenbruch der „Bubble Economy“ in den 1990er Jahren umstrukturiert. Auch der Bereich „Consumer Finance“ wurde ausgebaut.
Marui mit seinem Hauptsitz im Bezirk Nakano von Tokio betreibt 24 Filialen (Stand März 2011). Das Kapital im Jahr 2011 betrug 35,9 Milliarden Yen, der Umsatz im Geschäftsjahr, das im März 2011 endete, betrug 406,4 Milliarden Yen. Der Umsatz setzt sich wie folgt zusammen. Einzelhandel 80 %, Kreditkarten 12 %, einzelhandelsbezogene Dienstleistungen 9 %.
Seit dem 1. Oktober 2007 sind die verschiedenen, bisher einzeln geführten Geschäftsbereiche zur „Marui-Group“ zusammengefasst.